# Abasolo, Tamaulipas
Abasolo là một đô thị thuộc bang Tamaulipas, México. Năm 2005, dân số của đô thị này là 11862 người.